# Rendez-vous à la Grande Porte
Rendez-vous à la Grande Porte (titre original : Heechee Rendez-vous) est un roman de l'écrivain américain Frederik Pohl publié en 1984. 
Troisième roman du Cycle de la Grande Porte, son action se déroule environ trente ans après le premier roman de la série, et 15 ans après le deuxième roman.

## Personnages principaux
- Robinette Broadhead (« Robin », « Rob », « Bob ») : environ 55 ans, milliardaire, ancien pilote à la Grande Porte.
- Semya Lavorovna (« Essie ») : Russe de naissance ; environ 55 ans, elle est l'épouse de Robin et expert en intelligence artificielle.
- « Albert-Einstein » : programme informatique scientifique créé par Essie pour son époux.
- Wan : environ 30 ans, fils d'une prospectrice de la Grande Porte et devenu orphelin à la suite du décès de sa mère, il est devenu riche de retour sur Terre.
- Audee Walthers : pilote d'un vaisseau spatial sur la planète Peggy.
- Dolly Walthers : 18 ans, épouse d'Audee Walthers.
- nouvelle compagne d'Audee Walthers
- Gelle-Klara Moylin : environ 25 ans, ancienne compagne de Robinette Broadhead.
- « Capitaine » : militaire Heechee, commandant d'un vaisseau spatial.

## Résumé
Le roman comprend 26 chapitres, ainsi qu’un prologue qui rappelle les événements relatés dans les deux premiers volumes du cycle.
Le récit, situé 15 ans après le roman précédent, suit les actions de cinq séries de personnages :
- Robinette Broadhead (« Robin ») et son épouse Essie ;
- Wan, déjà présenté dans le roman précédent ;
- Audee Walthers, Dolly Walthers et Janie Yee-Xing ;
- Gelle-Klara Moylin ;
- « Capitaine ».

Sur la lointaine planète Peggy, Audee Walthers est un pilote de vaisseau-transporteur. Il est amené à travailler avec Wan. Ce dernier a désormais son propre vaisseau spatial d'origine heechee et courtise Dolly, la jeune épouse d'Audee. Lasse de son mari et ayant le sentiment de rater sa vie sur cette planète éloignée de la Terre, Dolly s'enfuit avec Wan. Mal lui en prend : l'adolescent complexé présenté dans le roman précédent est devenu un homme irascible, sociopathe, violent avec les femmes. Le but de Wan est de fouiller les trous noirs de la galaxie afin de tenter de retrouver son père, pilote de la Grande Porte disparu au cours d'une mission d'exploration. Lors de la visite de trous noirs, il « repêche » Gelle-Klara Moylin du trou noir dans lequel elle était retenue prisonnière depuis trente ans. Pour elle, il ne s'est passé que quelques heures de temps relatif : alors que le reste du système solaire a vieilli de trente ans, elle reste la jeune femme de 25 ans présentée dans le premier volume du cycle.
À la suite de l'effondrement de son couple, Audee a décidé de quitter la planète Peggy et s'est fait embaucher sur un vaisseau spatial d'origine heechee qui fait des trajets dans le système solaire. Il y rencontre Janie Yee-Xing et ne tarde pas à nouer une liaison sentimentale avec elle. Janie Yee-Xing lui montre un transmetteur-radio ultra-luminique caché dans le vaisseau. À la suite d'une erreur de sa part, Audee contacte des extraterrestres situés à des années-lumière de là. Janie Yee-Xing et lui sont emprisonnés et remis aux autorités terriennes.
Pendant ce temps, Robin et Essie parcourent le système solaire à bord de leur navire spatial. Robin a de sérieux ennuis de santé, dont il ne se préoccupe guère, au grand regret de son épouse. Ils finissent par rencontrer Audee Walthers et Janie Yee-Xing. Robin apprend qu'Audee a été en contact avec une espèce extraterrestre inconnue (peut-être les Heechees ?). Au cours de leurs pérégrinations spatiales, ils rencontreront Wan et « récupèreront » Dolly. Désormais à cinq sur leur vaisseau, Robin et Essie craignent qu'Audee, désormais en présence de son épouse et de sa maîtresse, ne se comporte mal. En fait tout se passe bien, et Robin se met à rechercher le vaisseau spatial qui avait reçu le lien ultra-luminique d'Audee. Il s'agit d'un vaisseau spatial à voile solaire d'une espèce extraterrestre appelée « les Fangeux ». Ces aliens avaient reçu la visite des Heechees des centaines de milliers d'années auparavant, et le lecteur apprend que c'est grâce aux Fangeux que les Heechees avaient découvert l'existence d'une autre espèce d'extraterrestres terrifiants qu'ils avaient appelés « les Assassins ».
Les Fangeux ont répercuté la liaison radio qu'ils ont brièvement eue avec Audee en direction de la cachette des Heechees. Ces derniers se sont cachés dans le trou noir supermassif du centre de la Voie Lactée. Or justement, un vaisseau spatial heechee de patrouille, commandé par « Capitaine », est en train de sortir du trou noir. Capitaine s'empresse de rejoindre le vaisseau à voile solaire des Fangeux, récupère le vaisseau, le place dans un endroit sûr, et décide d'intervenir dans les affaires humaines. En effet les Humains, par leurs déplacements incessants, risquent de « réveiller » les Assassins, ce qu'il faut éviter à tout prix.